# David Warner
David Warner   (Manchester, 29 de juliol de 1941 - Northwood, 24 de juliol de 2022) és un actor britànic, guanyador d'un premi Emmy. És molt conegut per incorporar amb freqüència en cinema i televisió personatges sinistres i malvats.

## Biografia
Warner va néixer a la ciutat de Manchester, Anglaterra. Va néixer fora de matrimoni i en la seva cura s'alternaven la seva mare i el seu pare. El seu pare era un jueu d'ascendència russa. L'actor va estudiar a l'escola dramàtica anglesa Royal Academy of Dramatic Art (RADA).
Warner va debutar el 1962, en un petit paper en l'obra de Shakespeare El somni d'una nit d'estiu, dirigida per Tony Richardson per l'English Stage Company. Posteriorment, es va unir a la prestigiosa Royal Shakespeare Company, en què va ser aclamat pels seus papers de Hamlet i Enric VI. El 1963, va debutar en el cinema en la pel·lícula Tom Jones, i el 1965 va interpretar el rei en la producció de la BBC Henry VI of England, del cicle de Shakespeare La guerra de les roses.
Una altra ocasió assenyalada en televisió el va portar a treballar al costat de Bob Dylan, quan aquest iniciava la seva carrera, el 1963, en l'obra The Madhouse on Castle Street. Un pas important en la seva trajectòria va ser el paper protagonista de Morgan a Morgan: A Suitable Case for Treatment (1966), que va inaugurar la seva reputació d'actor especialitzat en rols peculiars. Va aparèixer així mateix a The Omen (1976), al costat de Gregory Peck, com el desgraciat fotògraf de premsa Keith Jennings.
Des de llavors, ha fet papers de vilà en films com The Thirty-Nine Steps (1978), Passatgers del temps (1979), Els herois del temps (1981) i Tron (1982), i en sèries de televisió com Batman: The Animated Series, en el paper de Ra's Al Ghul, el científic antimutant Herbert Landon en Spider-Man: The Animated Series, així com d'Alpha en la sèrie inspirada en Men in Black, i en les sèries Gargoyles, de la factoria Disney, i Freakazoid.
També ha actuat en Straw Dogs (1971) i com a Bob Crachit en el telefilm de 1984 sobre A Christmas Carol, de Charles Dickens. Ha incorporat, a més, un criminal de guerra nazi en SS - Portrait in Evil, i en la minisèrie de televisió Holocaust.
Igualment, ha treballat en les pel·lícules següents: Star Trek: L'última frontera, Star Trek: The Undiscovered Country, Teenage Mutant Ninja Turtles II: The Secret of the Ooze (1991), Titanic (la tercera vegada que apareixia en una pel·lícula sobre el desastre del Titanic), Scream 2, i més recentment en la sèrie Hornblower. Va aparèixer en tres episodis de Twin Peaks (1991).
Entre els seus papers de “bo”, cal destacar el pintoresc predicador de La balada de Cable Hogue, de Sam Peckinpah, i els seus papers en Babylon 5 i en Star Trek: The Undiscovered Country. Va interpretar el simpàtic capità Kiesel en la pel·lícula de Sam Peckinpah Cross of Iron. En un episodi de Lois & Clark, feia del pare de Superman. També va fer de bona persona, com el Dr. Richard Madden, en Necronomicon: Book of the Dead (1994).
Altres facetes de Warner: actor de ràdio: Sympathy for the Devil (2003), Sapphire & Steel Nebulous (2005); veu en videojocs: Baldur's Gate II: Shadows of Amn, Fallout i Kingdom Hearts II.
En la sèrie animada Les ombrívoles aventures de Billy i Mandy, fa la veu del dimoni Nergal.
El 30 d'octubre de 2005, va pujar a l'escenari de l'Old Vic de Londres, en l'obra Night Sky.
L'actor s'ha casat dues vegades: amb Harriet Lidgren (1969-1972, divorciat) i amb Sheilah Kent (1979-present).
El 1981, li va ser concedit un premi Emmy al millor actor secundari, pel seu treball en la sèrie Masada.

## Filmografia
| Any  | Títol                                                   | Paper                                    | Notes                                             |
| ---- | ------------------------------------------------------- | ---------------------------------------- | ------------------------------------------------- |
| 1962 | We Joined the Navy                                      | Mariner que pinta el vaixell             | No surt als crèdits                               |
| 1962 | The King's Breakfast                                    | primer trompeter                         | Curt                                              |
| 1962 | Tom Jones                                               | Blifil                                   |                                                   |
| 1966 | Morgan: A Suitable Case for Treatment                   | Morgan Delt                              | Nominació − BAFTA al millor actor britànic        |
| 1966 | The Deadly Affair                                       | Edward II                                | No surt als crèdits                               |
| 1968 | The Bofors Gun                                          | Terry "Lance Bar" Evans                  |                                                   |
| 1968 | Work Is a 4-Letter Word                                 | Valentine Brose                          |                                                   |
| 1968 | A Midsummer Night's Dream                               | Lysander                                 |                                                   |
| 1968 | The Fixer                                               | Conte Odoevsky                           |                                                   |
| 1968 | The Sea Gull                                            | Konstanting Treplev                      |                                                   |
| 1969 | Michael Kohlhaas - Der Rebell                           | Michael Kohlhaas                         |                                                   |
| 1970 | The Ballad of Cable Hogue                               | Joshua                                   |                                                   |
| 1970 | Perfect Friday                                          | Lord Nicholas "Nick" Dorset              |                                                   |
| 1971 | Straw Dogs                                              | Henry Niles                              | No surt als crèdits                               |
| 1971 | Swêden Poruno: Yokujô Shotaiken                         |                                          |                                                   |
| 1973 | Casa de nines (A Doll's House)                          | Torvald Helmer                           |                                                   |
| 1974 | From Beyond the Grave                                   | Edward Charlton                          | Segment 1 "The Gate Crasher"                      |
| 1974 | Little Malcolm                                          | Dennis Charles Nipple                    |                                                   |
| 1975 | The Old Curiosity Shop                                  | Sampson Brass                            |                                                   |
| 1976 | The Omen                                                | Keith Jennings                           |                                                   |
| 1977 | Providence                                              | Kevin Langham/Kevin Woodford             |                                                   |
| 1977 | Cross of Iron                                           | Hauptmann (Capità) Kiesel                |                                                   |
| 1977 | Age of Innocence                                        | Henry Buchanan                           |                                                   |
| 1977 | The Disappearance                                       | Burbank                                  |                                                   |
| 1978 | Silver Bears                                            | Agha Firdausi                            |                                                   |
| 1978 | Els trenta-nou esglaons (The Thirty Nine Steps)         | Sir Edmund Appleton                      |                                                   |
| 1979 | Nightwing                                               | Phillip Payne                            |                                                   |
| 1979 | The Concorde ... Airport '79                            | Peter O'Neill                            |                                                   |
| 1979 | Time After Time                                         | Jack the Ripper - John Leslie Stevenson  | Nominada − Premi Saturn al millor actor secundari |
| 1980 | The Island                                              | John David Nau                           |                                                   |
| 1981 | Time Bandits                                            | Evil                                     |                                                   |
| 1981 | The French Lieutenant's Woman                           | Murphy                                   |                                                   |
| 1982 | Tron                                                    | Ed Dillinger/Sark/Master Control Program |                                                   |
| 1983 | L'home amb dos cervells (The Man with Two Brains)       | Dr. Alfred Necessiter                    |                                                   |
| 1984 | Summer Lightning                                        | George Millington                        |                                                   |
| 1984 | En companyia de llops (The Company of Wolves)           | Pare                                     |                                                   |
| 1984 | Conte de Nadal (A Christmas Carol)                      | Bob Cratchit                             |                                                   |
| 1985 | Portrait in Evil                                        | Reinhard Heydrich                        |                                                   |
| 1987 | Hansel and Gretel                                       | Pare                                     |                                                   |
| 1987 | My Best Friend Is a Vampire                             | Prof. Leopold McCarthy                   |                                                   |
| 1988 | Keys to Freedom                                         | Nigel Heath                              |                                                   |
| 1988 | Waxwork                                                 | treballador de la cera                   |                                                   |
| 1988 | Mr. North                                               | Doctor McPherson                         |                                                   |
| 1988 | Hanna's War                                             | Capità Julian Simon                      |                                                   |
| 1988 | Hostile Takeover                                        | Eugene Brackin                           |                                                   |
| 1989 | Magdalene                                               | Baron von Seidl                          |                                                   |
| 1989 | Star Trek: L'última frontera                            | St. John Talbot                          |                                                   |
| 1989 | Mortal Passions                                         | Doctor Terrence Powers                   |                                                   |
| 1989 | Grave Secrets                                           | Dr. Carl Farnsworth                      |                                                   |
| 1990 | Tripwire                                                | Josef Szabo                              |                                                   |
| 1991 | Star Trek: The Undiscovered Country                     | Canceller Gorkon                         |                                                   |
| 1991 | Cast a Deadly Spell                                     | Amos Hackshaw                            |                                                   |
| 1991 | Teenage Mutant Ninja Turtles II: The Secret of the Ooze | Professor Jordan Perry                   |                                                   |
| 1992 | The Lost World                                          | Professor Summerlee                      |                                                   |
| 1993 | H.P. Lovecraft's: Necronomicon                          | Dr. Madden                               |                                                   |
| 1993 | Quest of the Delta Knights                              | Baydool / Lord Vultare / Narradora       |                                                   |
| 1993 | Perry Mason & The Case of the Skin Deep Scandal         | Harley Griswold                          |                                                   |
| 1993 | Bosses de cadàvers (Body Bags)                          | Dr. Lock                                 |                                                   |
| 1995 | Al cor de la por (In the Mouth of Madness)              | Dr. Wrenn                                |                                                   |
| 1996 | Rasputin: Dark Servant of Destiny                       | Eugene Botkin                            |                                                   |
| 1997 | Els diners són el primer (Money Talks)                  | Barclay (James' Boss)                    |                                                   |
| 1997 | Scream 2                                                | Gus Gold                                 |                                                   |
| 1997 | Titanic                                                 | Spicer Lovejoy                           |                                                   |
| 1998 | The Last Leprechaun                                     | Simpson                                  |                                                   |
| 1999 | Cap d'esquadró (Wing Commander)                         | Almirall Geoffrey Tolwyn                 |                                                   |
| 2001 | Planet of the Apes                                      | Senador Sandar                           |                                                   |
| 2001 | Back to the Secret Garden                               | Dr. Snodgrass                            |                                                   |
| 2001 | Superstition – Spiel mit dem Feuer                      | Jutge Padovani                           |                                                   |
| 2002 | The Code Conspiracy                                     | Professor                                |                                                   |
| 2002 | The Little Unicorn                                      | Ted Regan                                |                                                   |
| 2003 | Kiss of Life                                            | Pap                                      |                                                   |
| 2004 | Avatar                                                  | Joseph Lau                               |                                                   |
| 2004 | L'última primavera (Ladies in Lavender)                 | Dr. Francis Mead                         |                                                   |
| 2004 | Straight Into Darkness                                  | Deacon                                   |                                                   |
| 2004 | Cortex                                                  | Master of Organisation                   |                                                   |
| 2005 | The League of Gentlemen's Apocalypse                    | Dr. Erasmus Pea                          |                                                   |
| 2007 | Terry Pratchett's HogPare                               | Lord Downey                              |                                                   |
| 2010 | Black Death                                             | Abbot                                    |                                                   |
| 2011 | A Thousand Kisses Deep                                  | Max                                      |                                                   |
| 2013 | Before I Sleep                                          | Eugene Devlin                            |                                                   |

## Premis i nominacions

### Premis
- 1981: Primetime Emmy al millor actor secundari en minisèrie o especial per Masada

### Nominacions
- 1967: BAFTA al millor actor britànic per Morgan: A Suitable Case for Treatment
- 1978: Primetime Emmy al millor actor secundari en sèrie dramàtica per Holocaust